# Pseuderia nigricans
Pseuderia nigricans är en orkidéart som beskrevs av Henry Nicholas Ridley. Pseuderia nigricans ingår i släktet Pseuderia och familjen orkidéer. Inga underarter finns listade i Catalogue of Life.